# Helwerdermaar
Het Helwerdermaar is een maar (kanaal) dat het Boterdiep ten zuiden van Uithuizen verbindt met het Usquerdermaar. Het deel ten oosten van de Langenhuistertil wordt ook wel Oude Maar genoemd.
Het kanaal heeft een natuurlijke oorsprong en is, zij het met moeite wegens de geringe diepte, bevaarbaar. Over het kanaal liggen, met de stroomrichting van oost naar west mee, de volgende bruggen:
1. de Kleitil in de Havenweg (Uithuizen) / Trekweg (Doodstil)
2. de Oude Til (soms: Oudetil) in de Maarweg
3. de Langenhuistertil (particulier), nabij de boerderij Langenhuis
4. de Helwerdertil in de Usquerderweg (Rottum)
5. de fietsbrug naast de Helwerdertil

Bij de uitmonding van het kanaal lagen tot 2015 een gemaal met bijbehorende schutsluis, bedoeld om de gevolgen van de bodemdaling door de gaswinning te compenseren. Na de bouw van het gemaal Usquert in het Usquerdermaar, zo'n 600 meter westelijker, is dit afgebroken.
Het Meedstermaar en het Helwerdermaar vormden ooit één watergang. Door de aanleg van het Boterdiep verloor het maar zijn betekenis.

## Naam
Het maar is genaamd naar de tegenwoordig onbewoonde wierde Helwerd, dat halverwege het water ligt.